# سوگواران خموش
سوگواران خموش آلبوم موسیقی سنتی ایرانی با آهنگسازی پژمان طاهری و صدای علیرضا قربانی است. این آلبوم در دستگاه همایون اجرا شده و دارای ۹ قطعه و اشعاری از شهریار، محمدرضا شفیعی کدکنی، ملک الشعری بهار و فریدون مشیری، هوشنگ ابتهاج می‌باشد.
گروه ایرانی قطعات این اثر را در سال‌های ۱۳۸۴ و ۱۳۸۵ در قالب یک تور، در چندین کشور اروپایی از جمله فرانسه، اتریش و سوییس و در محل‌های مهمی از جمله سازمان ملل و سازمان انرژی اتمی و نیز در زمستان سال ۸۵ در تالار وحدت به اجرا درآوردند. این آلبوم به‌طور زنده از یکی از این کنسرت‌ها ضبط شده‌است.
این آلبوم همچنین جزو پرفروش‌ترین آثار موسیقی کلاسیک در سال ۸۶ قرار گرفت.

## قطعات
| شماره      | نام                               | سراینده             | آهنگساز            | مدت   |
| ---------- | --------------------------------- | ------------------- | ------------------ | ----- |
| ۱.         | «مقدمه»                           |                     | پژمان طاهری        | ۰۵:۵۱ |
| ۲.         | «ساز و آواز»                      | هوشنگ ابتهاج        |                    | ۰۸:۲۱ |
| ۳.         | «تصنیف ایران» (سرود ملی در ماهور) | ملک الشعری بهار     | غلامحسین درویش خان | ۰۳:۳۷ |
| ۴.         | «ساز و آواز»                      | هوشنگ ابتهاج        |                    | ۰۴:۰۶ |
| ۵.         | «ضربی معکوس»                      |                     | پژمان طاهری        | ۰۳:۱۰ |
| ۶.         | «ساز و آواز»                      | هوشنگ ابتهاج        |                    | ۰۷:۵۶ |
| ۷.         | «تصنیف سرباز جهار»                | شهریار              | پژمان طاهری        | ۰۴:۴۱ |
| ۸.         | «ساز و آواز»                      | هوشنگ ابتهاج        |                    | ۰۲:۲۸ |
| ۹.         | «تصنیف سوگواران خموش»             | محمدرضا شفیعی کدکنی | پژمان طاهری        | ۰۴:۲۳ |
| مجموع مدت: | مجموع مدت:                        | مجموع مدت:          | مجموع مدت:         | ۴۴:۳۷ |

لازم است ذکر شود قطعهٔ آواز کرک با شعری از مهدی اخوان ثالث از آلبوم حذف شد و اجازه انتشار پیدا نکرد.

## نوازندگان
- پژمان طاهری: سنتور
- حمید خبازی: تاز
- اسحاق چگینی: نی
- نوشین پاسدار:عود
- سامان صمیمی: کمانچه
- سهیل صادقی: کمانچه
- رشید کاکاوند: تنبک
- اردوان طاهری: سه تار
- هومن مهدوی: بم تار (در کنسرت تالار وحدت)
- فرشاد صارمی: کمانچه (در کنسرت تالار وحدت)[۱۳][۱۴]